# Byrrhus stoicus
Byrrhus stoicus is een keversoort uit de familie pilkevers (Byrrhidae). De wetenschappelijke naam van de soort is voor het eerst geldig gepubliceerd in 1776 door Müller.